# Seznam vodij Gibanja petih zvezd
Vodja Gibanja petih zvezd je politični vodja stranke Gibanje petih zvezd, politične stranke v Italiji, ki sta jo oktobra 2009 ustanovila Beppe Grillo in Gianroberto Casaleggio.
| Št.             | Portret    | Ime                         | Mandat                               | Opombe                                                                     |
| Predsednik      | Predsednik | Predsednik                  | Predsednik                           | Predsednik                                                                 |
| --------------- | ---------- | --------------------------- | ------------------------------------ | -------------------------------------------------------------------------- |
| 1.              |            | Beppe Grillo (rojen 1948)   | 4. oktober 2009 - 23. september 2017 | Ustanovitelj stranke.                                                      |
| Politični vodja |            |                             |                                      |                                                                            |
| 2.              |            | Luigi Di Maio (rojen 1986)  | 23. september 2017 - 22. januar 2020 | Izvoljeni vodja stranke in kandidat za predsednika vlade po volitvah 2018. |
| –               |            | Vito Crimi (rojen 1972)     | 22. januar 2020 - 6. avgust 2021     | Vršilec dolžnosti pod odstopu Di Maia.                                     |
| Predsednik      |            |                             |                                      |                                                                            |
| 3.              |            | Giuseppe Conte (rojen 1964) | 6. avgust 2021 - sedanji             | Izvoljen kot predsednik gibanja.                                           |